# Григорис Фалиреас
Григорис Василиу Фалиреас, известен като капитан Закас (името се среща и като Фалиреас Григориу, на гръцки: Γρηγόρης Βασιλείου Φαληρέας, Καπετάν Ζάκας), е гръцки военен и революционер, капитан на андартска чета по време на Гръцката въоръжена пропаганда в Македония.

## Биография
Роден е в 1873 година в село Припица, разположено на полуостров Мани на територията на днешния дем Западен Мани, Пелопонес. Участва като доброволец в Критското въстание от 1897 година, след което в 1903 година завършва гръцко военно училище.
Присъединява се към гръцката четническа акция в Македония. На 22 май 1906 година под псевдонима капитан Закас (по името на революционера Теодорос Закас) начело на чета от около 30 души навлиза в Македония и взима участие в борбата на гръцките чети с четите на ВМОРО в Костурско, като действа предимно в Костенарията. На 22 срещу 23 септември 1906 година извършва голямо нападение над българското село Олища, организирано от гъркоманския свещеник на селото поп Христо Попмихайлов. Четата Фалиреас, състояща се от 40 андарти, напада селото, но е принудена да отстъпи след пристигането на турска войска от Загоричани и Куманичево. В резултат са изгорени 7 български къщи и са убити седем членове на българския комитет.
На 15 март 1907 година изпраща писмо до жителите на Бъмбоки заедно с Лазар Апостолов, Лукас Кокинос и други, в което пише:
| „ | Братя, За длъжност считам да ви пиша настоящето писмо и да ви съветвам да престанете да имате глупавата идея, че е възможно Елинска Македония да стане българска земя. Истина е, че и вие се лъжете от някои маскари и безчестници, които ви дадоха идеята, че сте българи, но, за бога, защо не попитате предците си, бащите и дедите си те да ви кажат какви сте и защото сте научили няколко криви български думи, мислите, че сте българи... Съберете си ума в главата и се повърнете пак като напред елини-християни, защото, ако до 20-й априлий не се повърнете, ще влязна като бесен в селото ви и няма да оставя нищо, нито жени, нито деца, нито кучета. | “ |

Според Георгиос Панайотидис, учител в Цотилската гимназия, пишещ в 1910 година, четата на Закас заедно с обединената чета на капитаните Мальос и Вергас и тези на Лицас, Лахтарас и Делиянакис участва в Битката при Осничани на 7 май 1906 година.
На 16 юли 1907 година четите на Закас и капитан Гермас (Николаос Цотакос) са обкръжени от турски части в село Лошница и в сражението са унищожени, като Гермас загива, а Закас успява да се спаси.
Герман Каравангелис казва за него: 
| „ | Закас (Григориос Фалиреас - днес генерал) и Гермас (Николаос Цотакос от село Герма от епархия Итилу, Лакония, подофицер тогава) имаха по една доста добра чета и се бореха мъжествено и систематически. Закас дори беше влязъл в Тиолишча, Кладораби и в други села и беше наказал някои от българите, които злостореха. | “ |

Фалиреас участва като офицер от гръцката армия в Балканските войни, а в Гръцко турската война е командир на 44 пехотен полк. Пенсионира се в 1933 година като генерал-лейтенант.
Умира в Атина в 1937 година.
- Григорис Фалиреас
- Григорис Фалиреас
- Бюст на капитан Закас в Костур